# ماریسا کالگان
ماریسا کالگان (انگلیسی: Marissa Callaghan؛ زادهٔ ۲ سپتامبر ۱۹۸۵) بازیکن فوتبال اهل بریتانیا است.
از باشگاه‌هایی که در آن بازی کرده‌است می‌توان به باشگاه فوتبال کلیفتون‌ویل اشاره کرد.
وی همچنین در تیم ملی فوتبال Northern Ireland بازی کرده‌است.